# Tuomiojärvi (sjö i Ylöjärvi, Birkaland)
Tuomiojärvi är en sjö i kommunen Ylöjärvi i landskapet Birkaland i Finland. Arean är 32 hektar och strandlinjen är 3,16 kilometer lång.  Den  ingår i Kumo älvs huvudavrinningsområde.  Sjön ligger omkring 64 kilometer norr om Tammerfors och omkring 220 kilometer norr om Helsingfors. 
I sjön finns ön Tuomiosaari. 